# Finlandia Orientale
La contea della Finlandia orientale (in finlandese Itä-Suomen lääni, in svedese Östra Finlands län) è stata una delle sei grandi contee della Finlandia. Confinava con le contee della Finlandia Occidentale, Finlandia Meridionale, Oulu e con la Russia.
La contea è stata creata con la riforma amministrativa finlandese entrata in vigore il 1º gennaio 1998, come unione delle vecchie contee di Mikkeli (Mikkelin lääni), di Kuopio (Kuopio lääni) e della regione della Carelia Settentrionale. È stata soppressa con le altre contee nel 2009 e sostituita dall’Agenzia amministrativa regionale della Finlandia orientale.

## Regioni
La Finlandia orientale era costituita da tre province:
- Carelia Settentrionale
- Savo Settentrionale
- Savo Meridionale

Le tre province comprendono nel complesso 66 comuni.